# Theotokos (Messapia)
Theotokos (griechisch Θεοτόκος (f. sg.)) ist ein Dorf mit 7 Einwohnern in der Ortschaft Nerotrivia, Gemeindebezirk Messapia der griechischen Gemeinde Dirfys-Messapia, welcher überwiegend nur im Sommer von Urlaubern aus Athen und Auslandsgriechen bewohnt wird. Der Ortsteil erhielt seinen Namen von der kleinen Kirche der Heiligen Mutter Gottes, welche allerdings nur unregelmäßig liturgisch genutzt wird. Es gibt in dem Ortsteil selbst keine Einkaufs- oder Bewirtungsmöglichkeiten. Eine Anbindung an den öffentlichen Nahverkehr gibt es nicht.